# John Ruggie
John Ruggie est l'un des artisans des réformes économiques et politiques à l'échelle mondiale, au travers des Principes directeurs des Nations unies relatifs aux entreprises et aux droits humains.
Politologue de formation, le professeur John Ruggie a contribué de manière significative à l'étude des relations internationales, sous l'angle de l'impact de la mondialisation sur les normes et le droit international. Il est ainsi connu pour avoir exerce le mandat de représentant spécial pour les entreprises et les droits de l'Homme, auprès de Kofi Annan, secrétaire général des Nations unies.

## Biographie
John Ruggie est né à Graz, en Autriche, en 1944. Il a grandi à Toronto, au Canada, où il a obtient une licence en politique et histoire de l’université McMaster. Il s'installe ensuite aux États-Unis en 1967 et étudie à l’université Berkeley, dans laquelle il devient docteur de science politique en 1974.
Il enseigne ensuite à l’université de Columbia, à New York, dont il dirige l’école des affaires publiques et internationales. En 2001, il rejoint la Harvard Kennedy School, comme professeur d’affaires internationales et exerce également comme professeur affilié en études juridiques internationales à l’école de droit d’Harvard. Il influence ainsi profondément la discipline des relations internationales, contribuant à la réflexion sur le multilateralisme et le « libéralisme intégré ». Son article à ce sujet publié en 1982 est d’ailleurs le plus cité au monde, dans la littérature académique lié aux politiques économiques mondiales.

## Carrière
En parallèle de ses carrière universitaire, John Ruggie travaille longtemps comme consultant auprès de diverses agences des Nations unies et du gouvernement des États-Unis.
De 1997 à 2001, il est sous-secrétaire général des Nations unies pour la planification stratégique. A ce titre, il est notamment chargé d'établir et de superviser le Pacte mondial des Nations unies, aujourd'hui la plus grande initiative de responsabilité d'entreprise au monde, lancée à Davos par Kofi Annan, pour donner  « un visage humain humain mondialisation ». Il s'est également occupé de faire approuver les Objectifs du Millénaire pour le développement par l'Assemblée générale de l'ONU, qui ont précédé les Objectifs de développement durable (ODD).
En 2005, John Ruggie est nommé représentant spécial pour les entreprises et les droits de l'Homme (Special Representative (SRSG) on Business and Human Rights) par Kofi Annan, alors secrétaire général des Nations unies. Il est prolongé dans cette mission par Ban Ki-moon.
Il a eu pour mandat de proposer des mesures visant à renforcer les performances du secteur des entreprises en matière de droits humains dans le monde entier. En 2011, sont ainsi approuvés, à l’unanimité, les Principes directeurs des Nations unies relatifs aux entreprises et aux droits de l'Homme, qui ont vocation à « Protéger, respecter et réparer ». Ils sont également appelé « UN Guiding Principles on Business and Human Rights (UNGP) » ou « Principes de Ruggie », du nom de leur auteur.
A la fin de son mandat onusien, en 2011, Ruggie s'engage auprès de plusieurs think-tanks. De 2012 à 2016, il préside le comité consultatif international de l’Institut pour les droits de l’Homme et les entreprises (IHRB). Il préside également Shift, fondé par son équipe de conseillers à l’ONU, organisation à but non lucratif Shift, basée à New York, en référence au « changement se produit » ("Shift happens !" en Anglais).
Il siège au sein de Conseil d’administration d’organisations, comme Arabesque Groupe, une société d’agrégation de données ESG, aujourd’hui dirigé par George Kell, le premier Directeur général du Pacte mondial.

## Mandat onusien

### Un mandat pour clarifier les normes de responsabilités des entreprises
John Ruggie indique que son « mandat a été créé en réponse à la division concernant le projet de normes sur les entreprises et les droits de l'Homme qui a été soumis à la Commission des droits de l'homme des Nations unies en 2004, mais qui n'a pas réussi à obtenir un soutien intergouvernemental ».
Cette commission recommande ainsi au Secrétaire général des Nations unies de nommer un représentant spécial pour faire avancer le débat sur les entreprises et les droits de l'Homme. Il s'agit d'identifier et de clarifier les normes de responsabilité des entreprises en matière de droits de l'Homme et de préciser le rôle des États dans la réglementation et le contrôle des activités des entreprises, mais aussi de clarifier des concepts tels que la « complicité » et la « sphère d'influence », d'élaborer des méthodes d'évaluation de l'impact sur les droits de l'Homme et d'examiner les meilleures pratiques des États et des entreprises.
John Ruggie rédige alors plusieurs rapports pour la Commission, en se basant sur des consultations auprès des Etats, des entreprises, des parties prenantes et de la société civile, sur les cinq continents. En juin 2008, il propose ainsi un cadre politique pour mieux gérer les défis liés aux entreprises et aux droits de l'homme, qui repose sur trois piliers complémentaires et interdépendants : 
- le devoir de l'État de protéger contre les violations des droits de l'Homme commises par des tiers, y compris les entreprises ;
- la responsabilité des entreprises de respecter les droits de l'Homme ;
- la nécessité d'améliorer l'accès des victimes à des voies de recours efficaces, judiciaires et non judiciaires.

Le Conseil des droits de l'homme s'est félicité de ces avancées et a décidé de prolonger le mandat du représentant spécial de 3 ans, afin de rendre opérationnel ce cadre. Selon de Ruggie, « c'était la première fois que le Conseil adoptait une position politique sur les entreprises et les droits de l'homme ».
Adoptés en 2011, les Principes directeurs des Nations unies relatifs aux entreprises et aux droits de l'homme (UNGP) sont composés de 31 principes directeurs et constituent la première norme mondiale pour prévenir et traiter le risque d'impact négatif sur les droits de l'Homme lié à l'activité des entreprises. Ils constituent de fait le cadre internationalement accepté pour renforcer les normes et les pratiques concernant les entreprises et les droits de l'Homme, faisant de ce cadre la première initiative de responsabilité des entreprises en matière de droits de l'Homme à être approuvée par les Nations unies.

### Impulsion des Etats et reconnaissance internationale
Dès 2009, ce cadre posé par de Ruggie est reprise par de nombreux états. Le point de contact national du Royaume-Uni pour la mise en oeuvre les principes directeurs de l'OCDE à l'intention des entreprises multinationales a ainsi condamné une entreprise pour n'avoir pas fait preuve d'une « diligence raisonnable » adéquate en matière de droits de l'homme, en utilisant le terme tel qu'il est défini dans le cadre. Le gouvernement norvégien s'en sert également en 2009 pour publier un livre blanc sur la responsabilité sociale des entreprises publié ou encore une commission parlementaire britannique s'en sert comme base pour son enquête sur les entreprises et les droits de l'homme. Brésil, Chine et Inde ont également accueilli positivement ce cadre lors de la session du Conseil des droits de l'homme en juin 2009.
Des acteurs comme la Chambre de commerce internationale décrit également ce cadre comme « une manière claire, pratique et objective d'aborder un ensemble de questions très complexes » ou encore Amnesty International y trouve « le potentiel d'apporter une contribution importante à la protection des droits de l'homme ».

## Reconnaissance
John Ruggie est reconnu par le prix Harry LeRoy Jones de la Washington Foreign Law Society pour « une personne qui a apporté une contribution exceptionnelle au développement et à l'application du droit international ».
Il a été reconnu comme l'un des 25 chercheurs en relations internationales les plus influents aux États-Unis et au Canada par le magazine Foreign Policy.